# Шпурцгейм, Иоганн Гаспар

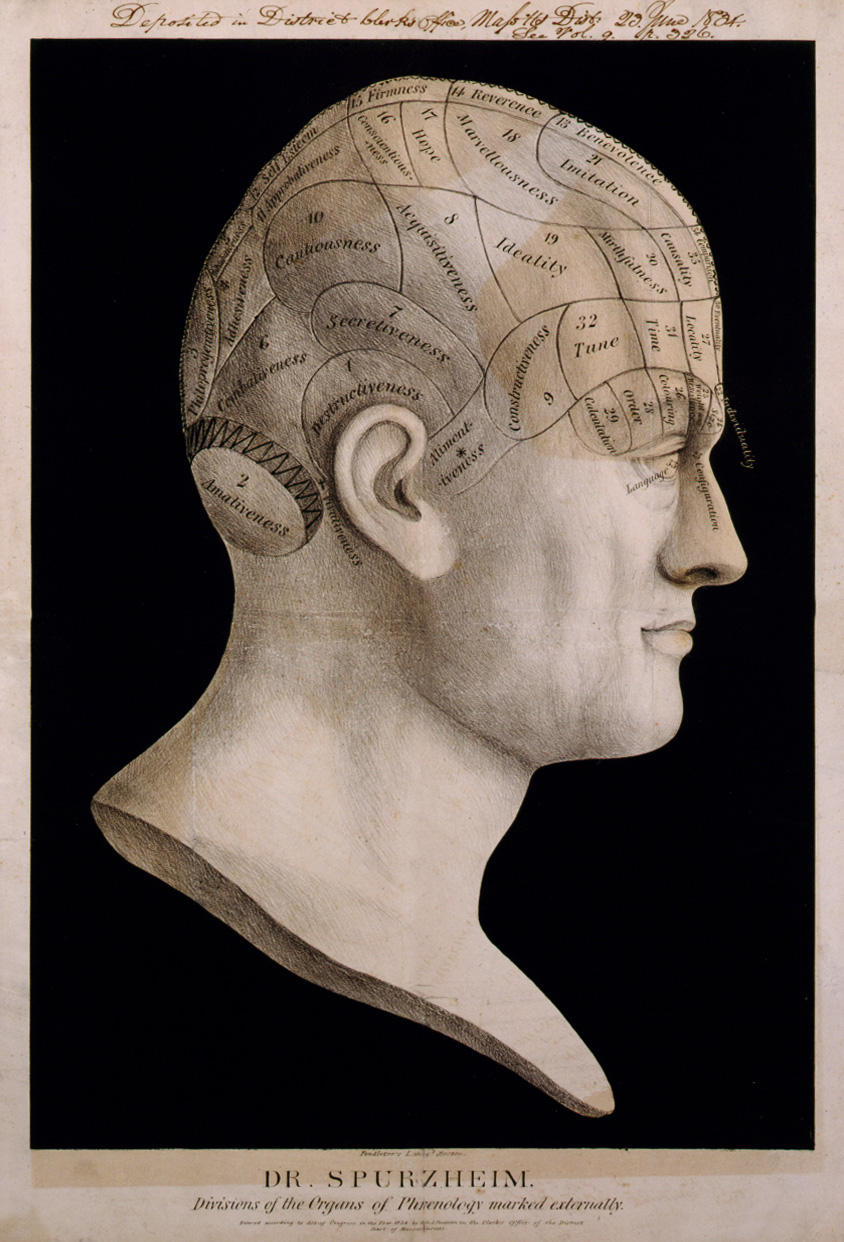
Френологическая диаграмма Шпурцгейма, 1834 год.

Иоганн Гаспар Шпурцгейм (или Шпурцхайм; нем. Johann Gaspar Spurzheim; 31 декабря 1776[…], Лонгуйх, Трир-Саарбург — 10 ноября 1832[…], Бостон) — немецкий врач, популяризатор псевдонауки френологии.
Учился в Венском университете. Около 1800 года познакомился с Францем Йозефом Галлем, изобретателем френологии, и вскоре стал его ассистентом. Галль намеревался сделать Шпурцгейма своим последователем и сделал его своим соавтором, однако в 1812 году они разругались.
Шпурцгейм занялся популяризацией френологии, которую он называл «физиогномической системой докторов Галля и Шпурцгейма», путешествовал с лекциями по Европе. При этом он сделал некоторые изменения в систему Галля, добавив новые органы и организовав их в иерархическую систему. Также он использовал изображения и бюсты для иллюстрирования своего краниологического подхода к френологии.
Шпурцгейм умер от брюшного тифа в Бостоне во время своей первой поездки в США.